# Сафакулевська сільська рада
Сафаку́левська сільська рада (рос. Сафакулевский сельский совет) — сільське поселення у складі Сафакулевського району Курганської області Росії.
Адміністративний центр — село Сафакулево.
Населення сільського поселення становить 3348 осіб (2017; 3650 у 2010, 4350 у 2002).

## Склад
До складу сільського поселення входять:
| Населений пункт    | Населення, осіб (2002) | Населення, осіб (2010) |
| ------------------ | ---------------------- | ---------------------- |
| Кіреєвка, присілок | 72                     | 21                     |
| Сафакулево, село   | 4278                   | 3629                   |